# Le Masque de Cordolfo
Le Masque de Cordolfo est le 2e épisode de la saison 3 de la série télévisée Buffy contre les vampires.

## Résumé
Buffy est de retour à Sunnydale mais ses retrouvailles avec ses amis et sa mère sont décevantes, gâchées par la gêne que chacun éprouve après les événements de la fin de la saison 2. Alors que le principal Snyder refuse de réintégrer Buffy au lycée, une fête de retrouvailles se prépare cependant chez les Summers. Pour sa galerie, Joyce a fait l'acquisition d'un masque d'une divinité africaine qu'elle accroche dans sa chambre mais le masque réveille les morts et les attire à lui. Le soir de la fête, des dizaines de personnes que Buffy ne connaît même pas envahissent la maison et Buffy, incapable de communiquer avec sa mère et ses amis, pense alors à repartir.
De son côté, Giles découvre la vérité au sujet du masque et part chez les Summers alors que des zombies commencent à sortir de terre. Willow et Alex découvrent ce que Buffy a l'intention de faire et une dispute éclate alors entre eux mais c'est à ce moment que les zombies commencent à envahir la maison. Plusieurs personnes sont tuées avant que Giles n'arrive sur les lieux et n'indique qu'il faut tuer le zombie qui est le récipiendaire des pouvoirs démoniaques du masque. Buffy finit par trouver qu'il s'agit de Pat, l'amie de sa mère, et la tue, mettant fin au sortilège. Le Scooby-gang se réconcilie et Giles exerce des pressions « musclées » sur Snyder pour qu'il réintègre Buffy.

## Statut particulier
Noel Murray, du site The A.V. Club, estime que, à l'instar de l'épisode précédent, « la métaphore est trop évidente » mais qu'elle est rendue plus significative par la qualité « de la mise en scène, des dialogues et de l'interprétation des acteurs » avec une mention spéciale pour celle d'Alyson Hannigan. Pour la BBC, sous le « vernis superficiel » d'une intrigue « paresseuse » autour des zombies, l'épisode se concentre essentiellement sur la « réintégration de Buffy à la vie de Sunnydale », le scénario « poussant intelligemment le téléspectateur à s'identifier au sentiment d'aliénation de Buffy ». Mikelangelo Marinaro, du site Critically Touched, lui donne la note de C-, évoquant une première partie d'épisode très appréciable dans l'ensemble traitant des problèmes causés par le départ de Buffy à la fin de la saison 2, même si certaines réactions des personnages lui semblent exagérément négatives, et une deuxième partie constituée d'une intrigue avec des zombies « tirée par les cheveux, ennuyeuse » et « mal réalisée ».

## Distribution

### Acteurs et actrices crédités au générique
- Sarah Michelle Gellar : Buffy Summers
- Nicholas Brendon : Alexander Harris
- Alyson Hannigan : Willow Rosenberg
- Charisma Carpenter : Cordelia Chase
- David Boreanaz : Angel
- Seth Green : Oz
- Anthony Stewart Head : Rupert Giles

### Acteurs et actrices crédités en début d'épisode
- Kristine Sutherland : Joyce Summers
- Nancy Lenehan : Pat
- Armin Shimerman : Principal R. Snyder

### Acteurs et actrices crédités en fin d'épisode
- Danny Strong : Jonathan Levinson
- Jason Hall : Devon MacLeish

## Musique
- Four Star Mary - Never Mind
- Four Star Mary - Sway
- Four Star Mary - Pain